# Susanne Stöcklin-Meier
Susanne Stöcklin-Meier (* 1940 in Wangen an der Aare) ist eine Schweizer Spielpädagogin und Buchautorin. Sie ist eine Tochter des Schriftstellers Gerhard Meier und eine Schwester von Pedro Meier.
Zusammen wuchsen sie in Niederbipp auf. Später absolvierte sie eine Ausbildung zur Kindergärtnerin in Diegten. Bekannt geworden ist sie mit ihren zahlreichen Kinderbüchern und Kindersendungen für Radio und Fernsehen.

## Auszeichnungen
- 2009 Auszeichnung für ihr Lebenswerk im Bereich immaterielles Kulturerbe «Kinder» durch die schweizerische UNESCO-Kommission.[1]

## Werke
- Der Schneider hat ’ne Maus erwischt. Flamberg, Zürich 1973.
- Verse, Sprüche und Reime. Wir Eltern, Zürich 1974; Pro Juventute, Zürich 2001.
- Spielen und Sprechen. Wir Eltern, Zürich 1975; Kösel, München 2008, ISBN 978-3-466-30789-0.
- Falten und Spielen. Wir Eltern, Zürich 1977; Kösel, München 2007, ISBN 978-3-466-30750-0.
- Naturspielzeug. Wir Eltern, Zürich 1979; Pro Juventute, Zürich 2001.
- Ri Ra Rutsch, wir fahren in die Puppenwelt. AT, Aarau 1982.
- Geburtstag hab’ ich heute. Orell Füssli, Zürich 1984; neu bearbeitet als: Ein Fest zum Geburtstag. Pro Juventute, Zürich 2002.
- Kommet, ihr Hirten. AT, Aarau 1984.
- Suse, liebe Suse. AT, Aarau 1985.
- Kranksein und Spielen. Orell Füssli, Zürich 1985.
- Komm wir spielen. Orell Füssli, Zürich 1986.
- Die 25 schönsten Spiele mit Tüchern. Wir Eltern, Zürich 1986.
- Das rechte Spielzeug zur rechten Zeit. Pro Juventute, Zürich 1987.
- Eine, Zwei, Drei, Ritsche Ratsche Rei. Ravensburg 1987; Sabe, Aarau 1999.
- Die 40 schönsten Bräuche für Kinder. Wir Eltern, Zürich 1990.
- Die 125 schönsten Spielideen rund ums Jahr. Wir Eltern, Zürich 1992.
- Die 45 schönsten Strickideen für Kinder. Wir Eltern, Zürich 1993.
- Kinder brauchen Geheimnisse. Pro Juventute, Zürich 1996; Herder, Freiburg im Breisgau 2001.
- Spiele für Kinder rund ums Jahr. Pattloch, München 2000.
- Unsere Welt ist bunt! Kösel, München 2001, ISBN 3-466-30568-3.
- Was im Leben wirklich zählt. Kösel, München 2003, ISBN 3-466-30638-8.
- Von der Weisheit der Märchen. Kösel, München 2008, ISBN 978-3-466-30802-6.
- Spiel: Sprache des Herzens. Kösel, München 2010, ISBN 978-3-466-30874-3.
- Spielen, Bewegen, Selbermachen ...und zusammen lachen. Atlantis, Zürich 2010, ISBN 978-3-7152-1059-9.